# جوائز ألبرت أينشتاين

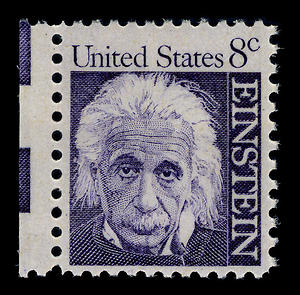

حصل ألبرت أينشتاين على جائزة نوبل عام 1921 في الفيزياء، «لخدماته في الفيزياء النظرية، وخاصة لاكتشافه قانون التأثير الكهروضوئي». يشير هذا إلى ورقة 1905 الخاصة به حول التأثير الكهروضوئي، «على وجهة نظر الكشف فيما يتعلق بالإنتاج والتحول للضوء»، والذي كان مدعومًا جيدًا بالأدلة التجريبية في ذلك الوقت. بدأ خطاب التقديم بالإشارة إلى «نظريته في النسبية (التي كانت) موضوع نقاش حيوي في الأوساط الفلسفية لها أيضًا آثار فيزيائية فلكية يجري فحصها بدقة في الوقت الحالي».

## الجوائز
تماشيٍا مع تسوية الطلاق، تم إيداع أموال جائزة نوبل في حساب مصرفي سويسري لزوجته ميليفا ماريتش للاستفادة من الفائدة لنفسها وولديهما، ومع ذلك، فإن المراسلات الشخصية التي تم نشرها عام 2006 تظهر أنه استثمر الكثير منها في الولايات المتحدة، ورأى الكثير منها تمحى في فترة الكساد الكبير. في نهاية المطاف، ومع ذلك، دفع ماريو المزيد من المال مما حصل مع الجائزة.
- في عام 1925 منحت الجمعية الملكية أينشتاين وسام كوبلي.
- في عام 1929، قدم مهعد ماكس بلانك لأينشتاين ميدالية ماكس بلانك لل جمعية الفيزيائية الألمانية في برلين، للإنجازات استثنائية في الفيزياء النظرية.[5]
- في عام 1931 حصل على جائزة جولس يانسن، في عام 1934 أعطى أينشتاين محاضرة يوشيا ويلارد غيبس.
- في عام 1936، حصل على جائزة أينشتاين معهد فرانكلين الصورة ميدالية فرانكلين لعمله واسعة النطاق على النسبية وتأثير الفولطا ضوئية.[6][7]

## جوائز سميت باسم ألبرت إينشتاين
و جائزة ألبرت اينشتاين (التي تسمى أحيانا ميدالية ألبرت آينشتاين لويرافق ذلك مع الميدالية الذهبية) هي جائزة في الفيزياء النظرية، التي أنشئت لتكريم الانجازات عالية في العلوم الطبيعية. وقد تم منحها من قبل صندوق لويس وروزا ستراوس التذكاري تكريما لعيد ميلاد ألبرت أينشتاين السبعين. تم منحها لأول مرة في عام 1951 وتضمنت جائزة مالية قدرها 15000 دولار والتي تم تخفيضها لاحقًا إلى 5000 دولار. ويتم اختيار الفائز من قبل لجنة (أول الذي يتألف من آينشتاين، أوبنهايمر، فون نيومان وفايل من معهد الدراسات المتقدمة الذي يدير الجائزة.
و سام ألبرت اينشتاين هي جائزة مقدمة من جمعية ألبرت اينشتاين في برن، سويسرا. لأول مرة في عام 1979، يتم تقديم الجائزة للأشخاص الذين «قدموا خدمات متميزة» في اتصال مع أينشتاين.
```
في عاعام 1919، أصبح آينشتاين مشهورا عالميًا. حصل على مرتبة الشرف والجوائز، بما في ذلك 
جائزة نوبل في الفيزياء
 في عام 1922، من مختلف الجمعيات العلمية العالمية. أصبحت زيارته إلى أي جزء من العالم حدثًا وطنيًا. وتبعه المصورون والمراسلون في كل مكان. بينما يندم أينشتاين على فقدانه للخصوصية، فقد استفاد من شهرته لتعزيز آرائه السياسية والاجتماعية.
[
9
]
```

## ميدالية نوبل
في طريق عودته من اليابان، اكتشف ألبرت أنه حصل على جائزة نوبل في الفيزياء عام 1921. حصل على هذه الجائزة بسبب عمله على التأثير الكهروضوئي، والذي انتهى قبل خمسة عشر عامًا تقريبًا. لم يكن مندهشًا حقًا لأنه فاز، لأنه كان يعلم أنه يجب عليه أن يفوز في يوم من الأيام. أعطى الجائزة المالية لزوجته الأولى، ميليفا، وأبنائه، هانز ألبرت وإدوارد.
بعد زيارة اليابان في نهاية عام 1922، زار فلسطين، وتم توجيه إينشتاين إلى حفل استقبال خاص في مدرسة Lemel. وقال إنه عندما فاز بجائزة نوبل كان أعظم يوم في حياته. في اليوم التالي ألقى خطاب الافتتاح في جامعة عبرية جديدة. بعد التوقف في إسبانيا، عاد إينشتاين إلى برلين في فبراير 1923.
في عام 1921، استقبل الرئيس هاردينغ أينشتاين في البيت الأبيض.
ومن بين الأوسمة الإضافية التي حصل عليها أينشتاين كانت وسام كوبلي للجمعية الملكية عام 1925 والميدالية الذهبية للجمعية الملكية الفلكية في عام 1926.
كان آينشتاين هو الفائز الأول في ميدالية ماكس بلانك في عام 1929.
حصل على زمالة بحثية في كلية كرايست تشيرش في أكسفورد عام 1931. كما حصل على وسام فخري من جامعة جنيف.